# Codex Zakynthius
Der Codex Zakynthius (Gregory-Aland no. Ξ oder 040; von Soden A1) ist eine griechische Handschrift des Neuen Testaments, die auf das 6. Jahrhundert datiert wird. Die Handschrift ist nicht vollständig. Der Text wurde überschrieben von einem Lektionar (ℓ 299) aus dem 12. bis 13. Jahrhundert.

## Inhalt
Die Handschrift besteht aus dem Evangelium nach Lukas 1,1–11,33 mit vielen Lücken auf 89 Pergamentblättern. Das Format ist 36 × 29 cm, der Text steht in zwei Spalten. Die Unzialbuchstaben sind groß und schmal auf dickem Pergament. Spiritus asper, Spiritus lenis und Akzente fehlen. 
Die Handschrift ist ein Palimpsest, die jüngere Schrift ist ein Minuskellektionar aus dem 12. oder 13. Jahrhundert.
Lukas 1,1–9.19–23.27.22.30–32.36–66.77–2,19.21.22.33–39; 3,5–8.11–20; 4,1.2.6–20.32–43;  5,17–36; 6,21–7,6.11–37.39–47; 8,4–21.25–35.43–50; 9,1–28.32.33.35.41–10,18.21–10;  11,1.2.3.4.24–30.31.32.33. 
Der Codex Zakynthius enthält Katenen aus Origenes, Chrysostomos, Cyrill und anderen und ist damit die älteste erhaltene Handschrift mit einer Katene.

## Text
Der griechische Text des Codex repräsentiert den alexandrinischen Texttyp. Der Text des Codex wird der Kategorie III zugeordnet.

## Geschichte
Colin Macaulay (1760–1836) brachte diese Handschrift im Jahre 1820 von der Insel Zakynthos (daher Zakynthius) nach London. Hier wurde sie Teil der Bibliothek der British and Foreign Bible Society (Signatur: Mss 24). Johann Martin Augustin Scholz sah sie im Jahre 1845, Paul de Lagarde im Jahre 1883. Die Handschrift wurde durch Tregelles kollationiert (1864).
Der Codex wird seit 1984 als Leihgabe der Bibelgesellschaft in der Cambridge University Library (BFBS Ms 213, Mss 24) verwahrt. Ende 2013 wurde bekannt, dass die Bibelgesellschaft die Handschrift verkaufen will, um die Errichtung eines Besucherzentrums zu finanzieren. Die Universität Cambridge kaufte die Schrift 2014 dank eines Vorkaufsrecht.